# Cratomelus armatus
Cratomelus armatus es un insecto ortóptero de la familia Anostostomatidae, más específicamente del género Cratomelus. Entre sus nombres comunes están el de grillo rojo (un nombre ambiguo ya que es el mismo nombre común de su género) y grillo chileno, este último debido a su lugar de hábitat, entre la zona central y sur de Chile.
Pese a su nombre común de «grillo», este no pertenece a otras familias como la Gryllidae.

## Características
Es un insecto grande dentro de su país, debido a ser un ejemplar de la familia Anostostomatidae, también conocida como la de los grillos reyes. Tiene una longitud de unos 30 mm. Su cuerpo es compacto y tiene un aspecto robusta, provisto de antenas largas y delgadas. La hembra posee un ovopositor de tamaño visible.
Su color rojo característico es más oscuro o melánico en los ejemplares que habitan hacia el sur de Chile.

## Comportamiento
De comportamiento crepuscular y nocturno, prefiere suelos húmedos bajo troncos, madera y piedras grandes. Suelen vivir en pareja. Tienen una dieta omnívora.

## Distribución
El grillo chileno se distribuye en Chile, desde Santiago hasta Chiloé. Se puede encontrar desde el nivel del mar hasta los 1500 m s. n. m.